# 中國投資開發
中國投資開發有限公司，簡稱中國投資開發（英語：China Investment Development Limited，港交所：0204），前稱泰潤國際投資有限公司，在2007年9月14日，由首富國際投資有限公司更名而來，現時業務務乃持有投資以獲得中期至長期資本增值，以及投資非上市證券。
現時主席為陳胤，行政總裁為張旭明，業務地區包括香港、中國以及韓國。現時總部位於香港中環皇后大道中99號中環中心。曾在開曼群島註冊，在2011年3月11日，現時由百慕達註冊公司。於2016年1月,該公司市值大約為11億元。
現時投資企業包括：上海恒勝生物醫藥有限公司、Ergomics Co., Ltd.及ILC Co, Ltd.等企業

## 連結
- 官方網頁